# Segundo Gabinete Rhein
El Segundo Gabinete de Boris Rhein ejerce el poder ejecutivo de Hesse, a partir del 18 de enero de 2024. Encabezado por el político Boris Rhein, el gobierno está integrado por los partidos políticos Unión Demócrata Cristiana de Alemania (CDU) y Partido Socialdemócrata de Alemania (SPD).

## Mandato
Este gobierno está dirigido por el ministro presidente democratacristiano Boris Rhein. Está formado y apoyado por una coalición entre la Unión Demócrata Cristiana de Alemania (CDU) y el Partido Socialdemócrata de Alemania (SPD). Juntos tienen 75 diputados de 133 de los escaños en el Parlamento Regional Hesiano.
Por lo tanto, sucede al Primer Gabinete Rhein, formado por la CDU y la B'90/Grüne.

## Gabinete Ministerial
Unión Demócrata Cristiana de Alemania     Partido Socialdemócrata de Alemania

### Ministro Presidente de Hesse
| Fotografía | Primer ministro | Período             | Período     | Partido | Partido |
| Fotografía | Primer ministro | Inicio              | Fin         | Partido | Partido |
| ---------- | --------------- | ------------------- | ----------- | ------- | ------- |
|            | Boris Rhein     | 18 de enero de 2024 | En el cargo |         |         |

### Viceministro Presidente de Hesse
| Fotografía | Vice primer ministro | Período             | Período     | Partido | Partido |
| Fotografía | Vice primer ministro | Inicio              | Fin         | Partido | Partido |
| ---------- | -------------------- | ------------------- | ----------- | ------- | ------- |
|            | Kaweh Mansoori       | 18 de enero de 2024 | En el cargo |         |         |

### Ministros
| Ministerio                                                                    | Fotografía | Titular              | Período             | Período     | Partido | Partido |
| Ministerio                                                                    | Fotografía | Titular              | Inicio              | Fin         | Partido | Partido |
| ----------------------------------------------------------------------------- | ---------- | -------------------- | ------------------- | ----------- | ------- | ------- |
| Agricultura y Medio Ambiente, Viticultura, Silvicultura, Caza y Patria        |            | Ingmar Jung          | 18 de enero de 2024 | En el cargo |         |         |
| Asuntos Federales, Europeos e Internacionales y Simplificación Administrativa |            | Manfred Pentz        | 18 de enero de 2024 | En el cargo |         |         |
| Ciencia, Investigación, Arte y Cultura                                        |            | Timon Gremmels       | 18 de enero de 2024 | En el cargo |         |         |
| Cultura, Educación y Oportunidades                                            |            | Armin Schwarz        | 18 de enero de 2024 | En el cargo |         |         |
| Digitalización e Innovación                                                   |            | Kristina Sinemus     | 18 de enero de 2024 | En el cargo |         |         |
| Energía, Transporte, Vivienda y Medio Rural                                   |            | Kaweh Mansoori       | 18 de enero de 2024 | En el cargo |         |         |
| Familia, Tercera Edad, Deporte, Salud y Cuidados                              |            | Diana Stolz          | 18 de enero de 2024 | En el cargo |         |         |
| Finanzas                                                                      |            | Ralph Alexander Lorz | 18 de enero de 2024 | En el cargo |         |         |
| Justicia y Estado de Derecho                                                  |            | Christian Heinz      | 18 de enero de 2024 | En el cargo |         |         |
| Seguridad Nacional y Protección Ciudadana                                     |            | Roman Poseck         | 18 de enero de 2024 | En el cargo |         |         |
| Trabajo, Integración, Juventud y Asuntos Sociales                             |            | Heike Hofmann        | 18 de enero de 2024 | En el cargo |         |         |